# Pustelnik płowy
Pustelnik płowy (Phaethornis syrmatophorus) – gatunek małego ptaka z rodziny kolibrowatych (Trochilidae), występujący w północno-zachodniej części Ameryki Południowej. W Czerwonej księdze gatunków zagrożonych IUCN klasyfikowany jest jako gatunek najmniejszej troski (LC, Least Concern).

## Systematyka
Pierwszego naukowego opisu gatunku – na podstawie holotypu pochodzącego z zachodniego Ekwadoru – dokonał angielski przyrodnik John Gould w 1852 roku, nadając mu nazwę Phaethornis syrmatophora. Wyróżnia się dwa podgatunki.
- P. s. syrmatophorus Gould, 1852 – pustelnik płowy[4]
- P. s. columbianus Boucard, 1891 – pustelnik pomarańczowy[4].

Opisano dwa inne, nieuznawane obecnie podgatunki – berlepschi (jego opis sporządzono w oparciu o młodocianego osobnika z podgatunku nominatywnego) oraz huallagae (opisany z północnego Peru, zsynonimizowany z columbianus).

## Morfologia
Średniej wielkości koliber o długim i wyraźnie zakrzywionym dziobie. Górna szczęka czarna, dolna jasnoczerwona z ciemnym końcem. Dziób samic jest trochę bardziej zakrzywiony. Wierzch ciała głównie brązowawo-zielony. Gardło, szyja, pierś, brzuch i boki płowopomarańczowe. Czarny ogon z pomarańczowymi zakończeniami sterówek, centralne sterówki mocno wydłużone z białymi końcówkami. Kantarek i pasek oczny czarniawe. Brwi białawo-płowożółte, pasek policzkowy białawy od dzioba do pomarańczowego przy szyi. Wyraźny czarny wąsik. Młodociane mają bladoochrowe końcówki piór. Długość ciała około 14 cm, masa ciała 5–7 g.

## Zasięg występowania
Pustelnik płowy występuje na terenach górskich położonych głównie na wysokości od 1000 do 2300 m n.p.m. (według różnych źródeł są to: 1000–2400 m n.p.m., 1200–2200 m n.p.m.). Sporadycznie występuje niżej – do wysokości 750 m n.p.m. oraz wyżej – do 3100 m n.p.m. Jest gatunkiem prawdopodobnie osiadłym. Zasięg występowania (Extent of Occurrence, EOO) według szacunków organizacji BirdLife International obejmuje około 564 tys. km². Poszczególne podgatunki występują:
- P. s. syrmatophorus – na zachodnich stokach kolumbijskich Andów (w szczególności w departamencie Cauca w dolinie Patía) oraz lokalnie do południowo-zachodniego Ekwadoru.
- P. s. columbianus – w centralnych i wschodnich Andach w Kolumbii, na południe przez wschodnie stoki Andów w Ekwadorze po północne Peru (region San Martín)[6][10].

## Ekologia
Jego głównym habitatem jest podszycie górskich lasów deszczowych, czasami występuje na ich obrzeżach oraz w gęstych lasach wtórnych. Odżywia się głównie nektarem i małymi stawonogami w niskich partiach lasu.

### Rozmnażanie
Sezon lęgowy nie jest dokładnie określony. Stwierdzono, że w Kolumbii jest to okres od marca do sierpnia i grudzień. Buduje gniazda w kształcie stożka zwisającego na końcu dużego liścia. Zbudowane są one z miękkich włókien roślinnych, suchych liści i części paproci. W lęgu zazwyczaj 2 białe jaja.

## Status
W Czerwonej księdze gatunków zagrożonych IUCN pustelnik płowy jest klasyfikowany jako gatunek najmniejszej troski (LC, Least Concern) od 2004 roku. Liczebność populacji nie została oszacowana, gatunek ten opisywany jest jako dosyć pospolity. Trend liczebności populacji oceniany jest jako spadkowy ze względu na utratę siedlisk leśnych.